# Amaya o los vascos en el siglo VIII
Amaya o los vascos en el siglo VIII es una novela histórica de Francisco Navarro Villoslada. Se fue publicando desde 1877 en la revista Ciencia Cristiana, de ideario carlista, correspondiente con el del autor. A pesar de su originalidad, tiene claras influencias de la obra de Walter Scott en muchos de sus pasajes. En reconocimiento de sus méritos se nombró a su autor socio de honor de la Asociación Euskara de Navarra. Miguel de Unamuno, de trece años en esa época, quedó conmocionado por su lectura, y dejó escrito cómo afectó a los jóvenes de su generación.
Según Antonio Elorza, esta «novela histórica se ha de convertir en uno de los textos de mayor eficacia en la formación de la conciencia nacionalista».

## Argumento
El escenario donde se desarrolla es Navarra, y la época (el siglo VIII), la de la conquista musulmana de la península ibérica. Amaya, la protagonista, es una princesa legendaria, hija del visigodo Ranimiro y de su esposa, descendiente directa de Aitor. Amaya da forma y ambientación al mito de Aitor, patriarca de los vascos, de quien es el equivalente femenino.
Personajes secundarios son Pacomio, un conspirador judío que maquina entre musulmanes, visigodos y vascos. Eudes, hijo de Pacomio, ocultando su origen judío, ha llegado a un alto puesto en el reino visigodo (duque de Cantabria) y aspira a poder más allá de lo que sus aliados y su padre se lo permitían.
Al final, el secreto de Aitor se revela: recomendar la conversión al cristianismo a los vascos paganos. Amaya se casa con el líder de la resistencia vasca, García.

## Adaptaciones a ópera y cine
Debido a su ascendencia, Jesús Guridi trabajó en la composición de una ópera con libreto basado en la novela: Amaya (ópera), estrenada con gran éxito en 1920. De ella se extrajo una suite sinfónica en cuatro tiempos: Amaya (suite), cuya primera interpretación se efectuó por la Orquesta Filarmónica de Madrid el 9 de marzo de 1923.
En 1952 se rodó una adaptación de la novela, dirigida por Luis Marquina.

## Trascendencia social
En la introducción de la novela Navarro Villoslada hace referencia a la frase Domuit vascones, al parecer una creación suya que fue tomada erróneamente por otros autores como un dato histórico.
En el País Vasco y Navarra, Amaya, mayoritariamente escrito Amaia, se ha convertido en un nombre femenino frecuente. El significado en euskera 'el fin' (de amai 'fin' y el artículo -a) es el contrario al del otro personaje de la obra, Asier (de hasi 'empezar') y se repite en la obra con la frase eusquérica Amaya da asiera (El final es el principio), tomo 1 página 269, ya que Amaia es la última pagana (de ahí su nombre, 'el final' o 'la final'). Curiosamente, entre los cántabros existió una ciudad de igual nombre, Amaya, situada hoy en día en el norte de la provincia de Burgos, que no tiene ninguna relación con este personaje.